# Anarkistiska biblioteket
Anarkistiska biblioteket är en fri, icke-kommersiell online-plattform, grundat 2009, som samlar, sprider och tillhandahåller anarkistiska texter, böcker, pamfletter och artiklar på flera olika språk, bland annat engelska, spanska och arabiska, inklusive svenska. Anarkistiska biblioteket fungerar som ett digitalt bibliotek och arkiv. Den svenska avdelningen har funnits sedan 2014. Alla texter är fritt tillgängliga.

## Innehåll
Anarkistiska biblioteket innehåller verk från olika inriktningar inom anarkismen, bland annat anarkokommunism, anarkosyndikalism, individualanarkism och ekoanarkism. Biblioteket innehåller även texter av klassiska anarkistiska tänkare som Mikael Bakunin, Peter Kropotkin, Emma Goldman, Errico Malatesta och Murray Bookchin. Även praktiska guider som handböcker om facklig organisering och kampmetoder som direkt aktion och civil olydnad.